# 宮中祭祀
宮中祭祀（きゅうちゅうさいし）とは、天皇が国家と国民の安寧と繁栄を祈ることを目的に行う祭祀。皇室祭祀とも呼ばれる。主に皇居の宮中三殿で行われる祭祀には、天皇が自ら祭典を行い、御告文を奏上する大祭と、掌典長が祭典を行い、天皇が親拝する小祭、毎月1日・11日・21日に掌典長が祭典を行い、原則として1日には天皇が親拝する旬祭がある。

## 歴史

### 先史時代
部族社会においては、祭祀の家系は部族の創始者、すなわちその社会および世界の創造者に由来し、その地位は種々の神話伝承によって権威化されるという。天皇や皇室は、こうした古代社会以来の祭司王の伝統を代々受け継いでいる。
古代国家、未開社会の王は、巫王、祭司王、呪王の3形態に分類されるが、古代天皇は、血統によるカリスマで補強された、国家の最高祭司であった。
新嘗祭の原型は、紀元前にまで遡る日本の原始農耕社会で行われていたイネの収穫祭である。王は大司祭として収穫祭を執行し、カミと一体化することであらためて王権の保持者たることを示した。

### 古墳時代
神話学者の松前健は「記紀」等に見える初期の大王の記録や古社の記録等から、初期ヤマト王権では三輪山を斎場とした日神祭祀があった可能性を指摘している。やがてヤマト王権の勢力が日本の東西に広まるにつれ、古くから日神崇拝の聖地として中央にも知られていた伊勢の地を大王の聖地とし、皇祖アマテラス大神として信仰するようになっていった。「遅くとも6世紀前半」「どんなに遅く見積もっても6世紀末以前」には皇祖神の天照大神として伊勢神宮に祭られていたという。 また、大王自身も「カミ」を祭るのが本来の主要な任務であったとされ、しばしば「ウツシイワイ」を行った神武天皇や、自ら神床に通夜し夢告を受けた崇神天皇の記事にその様子が伝えられている。奈良県桜井市の纏向遺跡からは、3世紀中頃のものとみられる祭祀土坑から祭祀で使用された食物や伊勢製の土器が出土し、それらには大嘗祭神饌との共通点も多く、大王や天皇の祭祀の原型が見られるという。

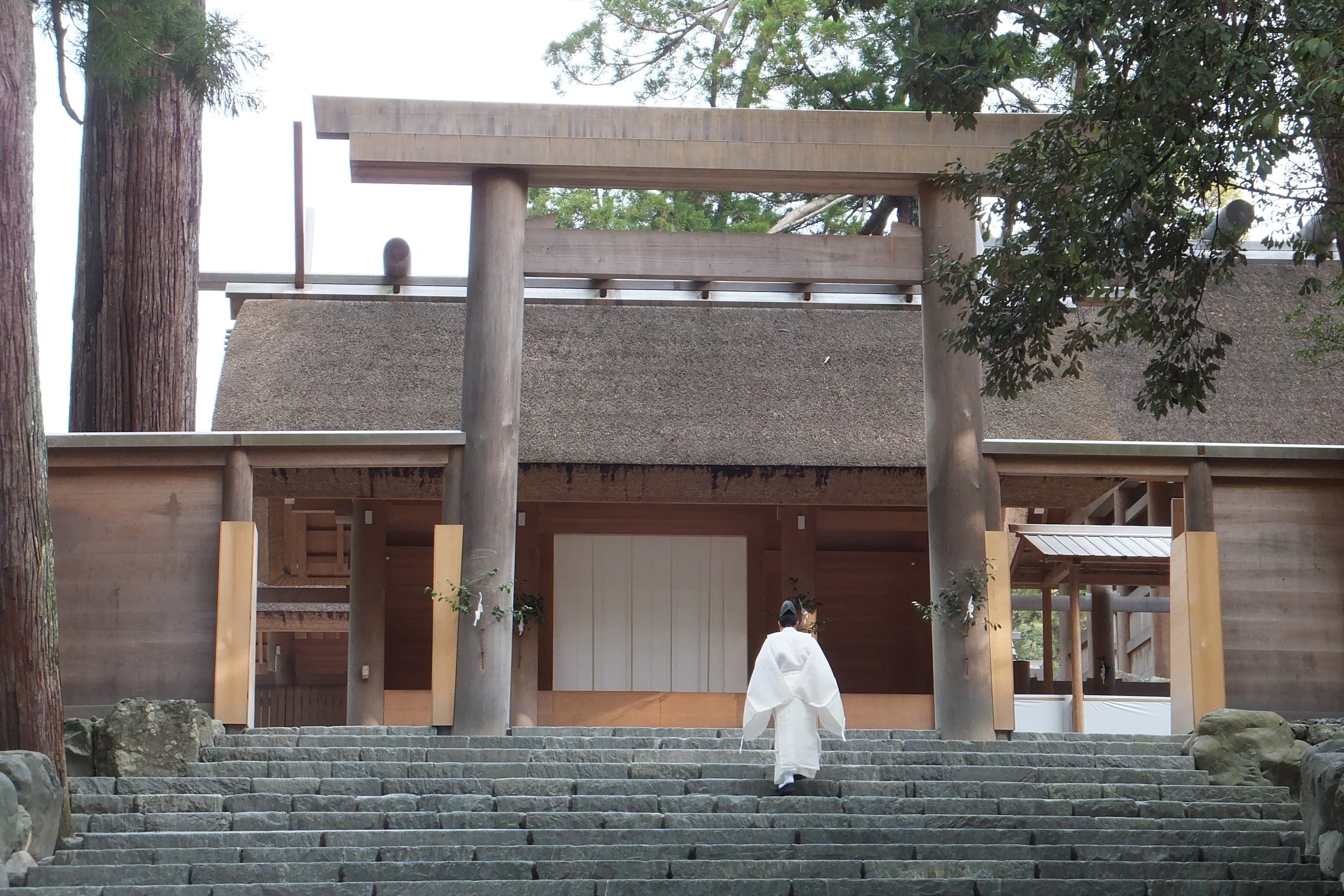
皇室の祖先神を祀る伊勢神宮内宮

『日本書紀』敏達天皇紀には、宮廷内に日祀部を設置したことが記されているが、これは神祇官以前の古い祭官であり、太陽神の祭祀を司っていた。

### 飛鳥～奈良時代
天武天皇と持統天皇の時代に数々の国家祭祀が整備・成立したことが、多くの先行研究で明らかになっている。新嘗祭や大嘗祭の祭祀としての形式確立はこの時代と思われる。
奈良時代になると、当時の先進国であった唐の国家体制を範として律令の制定が行われた。この時、祭祀についても従来行われていた「カミマツリ」が神祇官を中心に再編成された。これが律令祭祀であり、その規定が神祇令である。神祇令では、10の四時祭と2つの臨時祭、二季に行われる大祓が規定された。祈年祭は唐の「祈穀郊（きこくこう）」に倣ったものと思われ、鎮火祭や道饗（みちあえ）祭は都城の成立後と思われるが、それ以外は伝統的祭祀に由来するという。神祇官より全国の主要諸社に定期的に幣帛を頒布することで、中央政府は地方神社の祭祀にも関与した。特に伊勢神宮の神嘗祭に対しては、宮中で天皇が自ら伊勢神宮を遥拝する「勅使発遣の儀」が行われ、幣帛が毎年必ず送られるとされた（神嘗祭賢所の儀）。

### 平安時代
平安時代、病気や疫病、地震、火災、天災といった災い事は神の祟りなどが起こすものと考えられ、人々は、祟りを起こす神の存在を鬼に例えたり、疫神として恐れていた。疫神祭、鎮花祭、風神祭、大祓、宮城四隅疫神祭、防解火災祭、螢惑星祭等の陰陽道は平安貴族社会を基盤にして呪術的に行われ、律令制の神祇祭祀の中には陰陽要素が含まれていた。
平安時代には、年始の「元旦四方拝」や宮中における天皇の毎朝の神事である「毎朝御拝」、宮中女官による内侍所祭祀が成立した。また、天皇親祭の新嘗祭、神今食や神祇官による祈年祭、御体御卜（おおみまのみうら）などが継承された。
平安期には官社から名神が選ばれ、名神奉幣が行われるようになった。9世紀末には、さらに数が絞られて十六社奉幣の制が成立した。その分類は、天皇守護神（伊勢、石清水、賀茂、平野）、王城守護神（賀茂、松尾、平野、稲荷）、対外関係守護神（住吉）、藤原氏氏神（春日、大原野）、大和の名社（大神、石上、大和、広瀬、龍田）、祈雨神（丹生、貴布禰）である。その後、991年（正暦2年）に吉田、北野、広田が、994年（正歴5年）に梅宮が、996年（長徳2年）に祇園が、1039年（長暦3年）に日吉社が加わり、最終的には二十二社奉幣となった。二十二社には、2月と7月の年2回、祈年穀奉幣が行われた。
天皇が勅使を遣わして伊勢神宮以下の諸神社に幣帛を捧げることは、醍醐天皇の代に始まったといわれ、伊勢神宮以下の特定の神社への奉幣使発遣の神事は、天皇の親祭とされた。奉幣使は、例幣をはじめとして伊勢神宮がもっとも頻繁であり、平安時代から院政期・鎌倉期には公卿が伊勢奉幣使（伊勢例幣使）に任命される習慣となり公卿勅使と呼ばれた。

#### 神事優先と神仏分離
御七日御修法、大元帥法など密教による護国修法が宮中で行われるようになったのもこの頃からであったが、神事と仏事は厳密に分離され、神事優先が原則とされており、天皇主祭の神事には僧侶は遠ざけられ、仁寿殿観音像や経典類まで別の場所に移され、僧侶達の供物も神饌に供することは禁ぜられた。仏教法会の期間が神事の期間に重なる場合がある時は、仏教法会の期間を短縮した。
他にも、新嘗祭、月次祭、祈年祭、神今食、神社への勅使派遣などの祭祀がこの時期に行われていた。
なお、律令国家の成立以来、祭祀の法制化が進んだが、平安中期の『延喜式』によって一応の纏まりを見せた。

### 鎌倉～戦国時代
順徳天皇が『禁秘抄』で「禁中作法先神事」と述べたように、天皇は「神事」を最優先としたが、鎌倉時代から戦国時代になると、戦乱により多くの祭祀が中断することになった。特に応仁の乱の影響が大きく、神嘗祭例幣使や祈年祭、月次祭が中絶し、神祇官も焼失してしまった。また、新嘗祭は応仁の乱以前の1463年（寛正4年）に中絶した。しかし、1472年（文明4年）には、応仁の乱の最中にも関わらず避難先の室町殿に内侍所を新造して遷座の神楽を執り行い、1474年（文明6年）からは内侍所御神楽を再興した。全ての朝儀が途絶えた中で真っ先に内侍所（賢所）の神事を再興させたことは、天皇や近臣達の「神事優先」の伝統理念の現れであり、内侍所御神楽は戦国時代を通しても継続された。
1545年（天文14年）8月、後奈良天皇は大嘗祭が行えないことを伊勢神宮にお詫びした。この時期、朝廷の祭祀は内侍所祭祀雨や伊勢神宮への臨時奉幣、京都近辺の神社への勅使派遣程度に縮小したが、内侍所では、白川家による百度祓や千度祓、吉田家による清祓が文明頃から確認された。「内侍所法楽御楽」や「内侍所法楽和歌」などは室町時代から行われ、元日は廷臣の参拝も許され「内侍所御神楽」は貴賤の群衆が見物できたという。
豊臣秀吉による陰陽師弾圧や迫害が始まると、祈祷や占いを生業とする陰陽師は地方に追いやられて一気に力を失っていき、当時陰陽寮にいた正式な陰陽師の数をはるかに超える陰陽師と名乗る人間が全国に流れた。戦国時代の迫害により、筆頭の土御門家であっても陰陽道の相伝や法具などの多くを焼失した。陰陽道の最も重要な「大法」の泰山府君祭（たいざんふくんさい）の祭壇も喪失し、京都吉田神社から法具を借用して御所の地鎮祭を行った。その影響が大きくあり、宮中祭祀は神道色を色濃くしていった。一方陰陽道は、後に幕府からの認可のもと、土御門泰福が垂加神道の影響を受けて天社神道として神道化させた
なお、中世、近世を通じて全国の神社は神祇伯の白川家と神祇官代の吉田家の管轄下にあり、天皇と近い関係を維持していた。有力神社も特定の公卿、堂上を執奏家として朝廷と結びつくことが多かった。伏見宮家の御香宮、中山家の座摩社、広橋家の石清水社、烏丸家の宇佐八幡社、柳原家の出雲大社がその例である。

### 江戸時代
江戸時代の天皇は、神事再興を第一の悲願とし、幕府の援助を得て伊勢例幣使、大嘗祭、新嘗祭など戦乱により途絶えていた多くの神事を再興した。また、毎朝御拝や四方拝など、江戸時代以前から歴代の天皇に引き継がれた行事もある。
近世の宮中祭祀は、中世より引き継がれた内侍所（現賢所）の祭祀を中心に行われた。また、節分の日には、庶民にも内侍所の参詣が許され、内侍所の刀自（今の内掌典か）に鈴を上げてもらい（「御鈴上げ」）供米や煎り豆を賜ったりしたという。
古代から明治時代まで、天皇が毎食ごとに、かたわらに置かれた皿に一品ずつ取り分け、自分が治めるこの国に飢えた民が一人でもいるのは申し訳ないという気持ちで、名もなき民のために捧げる「さば」という行事があった。この行事は仏教に由来するとされるが、仏教以前からの伝統行事だったという見解もある。
江戸時代の中期・後期に国学や水戸学に基づいた尊王論の高まりによって祭祀の再興が盛んになったという背景もあり、幕末には孝明天皇により神武天皇祭が制定された。

#### 江戸時代の女性天皇
江戸時代には二人の女性天皇がいたが、「穢れ」によって神事を十分に果たせなかった。明正天皇は在位中に四方拝や小朝拝を行うことはなく、後桜町天皇も四方拝の場を設けるだけで出御することなく、新嘗祭にも出御しなかった。江戸時代の女性天皇は「つなぎ」役であり政務は摂政が代行し、神事も不十分に行えない「半天皇」でしかなかったと言われている。

### 明治期から戦前まで
今日行われている祭祀は、江戸時代後期から明治維新期に大宝令、貞観儀式、延喜式などを継承して再編されたものも多い。
1868年（慶応4年）3月13日に祭政一致、神祇官再興の布告が出され、翌14日には五箇条の御誓文が神祇に誓う誓祭として行われた。
1871年（明治4年）には「神社は国家の宗祀」との太政官布告が出され、1908年（明治41年）には、宮中祭祀について定めた皇室祭祀令が皇室令の一つとして制定された。
1888年（明治21年）に新皇居の造営に際して吹上御苑内に新神殿が造営され、宮中三殿が成立した。
近代制度としての宮中祭祀が確立して以降、明治天皇や大正天皇は国家元首として多忙のため、侍従らが代拝するのが主となった。一方で、貞明皇后・昭和天皇・香淳皇后は非常に熱心であった。
明治天皇は敬神の念篤く、賢所の御拝、新嘗祭の親祭もしていたことを側近の者が記録している。また、年に2、3回「剣璽の間」の奥で、古くからの皇親の御霊位をかなり長い間非常に熱心に御拝していた（これは大正時代に中止され御霊位は賢所に納められたという）。日清戦争の際、戦争には反対であった明治天皇は、宣戦布告の報告のために伊勢神宮と孝明天皇陵に勅使を派遣することを拒否し、宮中三殿での奉告祭にも出御しなかったという。
宮城内の水田では、稲作が行われ、昭和天皇以降は自ら田植えをするようになった。収穫された米は供物として、祭祀の際に用いられている。
太平洋戦争中の1945年（昭和20年）元旦には、B29爆撃機の襲来を知らせる空襲警報が鳴ったが、昭和天皇は防空壕としていた御文庫前を臨時の斎場として四方拝を執り行った。

### 戦後
1945年（昭和20年）8月に日本は敗戦し、連合国軍の占領下に置かれた。昭和天皇は、同年の9月3日には宮中三殿に、11月13日には警備もほとんどない状態で伊勢神宮の外宮と内宮に、同月15日には多摩陵に行幸して終戦を自ら報告した。また、123代の歴代天皇陵に高松宮、三笠宮、賀陽宮邦寿王、閑院宮春仁王、竹田宮恒徳王、朝香宮鳩彦王、東久邇宮盛厚王らを代拝に立て、終戦の報告と新日本建設の加護をお願いした。
1945年（昭和20年）には政教分離を建前に国家と神社神道を切り離すべくGHQから「神道指令」が出された。伊勢神宮や靖国神社の国家護持は失われ、内務省神祇院も廃止されたが、宮中祭祀については、GHQからの干渉がましいことはなく、天皇家の「個人の信仰の自由」として、戦前と同じように執り行われることが認められた。掌典職を務めた八束清貫は「敗戦の結果は、正に未曾有の国辱を受けたにもかかわらず、皇室祭祀の精神は微動だにしなかった」と語っている。
1947年（昭和22年）の日本国憲法施行とともに、宮内省は宮内府となり、1949年（昭和24年）には宮内庁へと移行した。また、国政と切り離されていた旧皇室典範は、新憲法の施行に合わせて廃止され、全面的に改定された皇室典範は一般法の1つとなった。
これに伴い、皇室祭祀令など戦前の皇室令も一旦全て廃止されたものの、宮内府（のちの宮内庁）は内部通牒を出し「新たに明文の規定がなくなった事項については、旧皇室令に準じて実施すること」を確認した。以後、現在に至るまで、宮中祭祀は旧皇室祭祀令に準拠して行われている。

## 日本国憲法下の位置付け
政教分離を原則とする日本国憲法の下では、宮中祭祀は天皇の私的行為とされる。憲法学の学説は、天皇の行為について、国事行為、私的行為のほかに公的行為の存在を認める「三行為説（通説）」と、国事行為、私的行為しか認めない「二行為説」に大別されるが、いずれの見解に立ったとしても、宮中祭祀は私的行為に分類されるのが通例である。政府見解においては、天皇の行為を国事行為、公的行為、その他の行為に分類した三分説で、宮中祭祀を「その他の行為」の中の「純粋に私的なもの」に分類している。
布教の意図も概念もなく国民の信教の自由を圧迫しようがない儀式を中心とする宮中祭祀はそもそも憲法の政教分離原則で禁じられている国の宗教活動には当たらないとする見解もある。
大金益次郎は戦後の憲法調査会において、個人的祈願はまったく行われずに「ただひたすらに国家の安寧と世界の平和とをお願いになっておるだけ」の皇室祭祀を「象徴たる天皇の行事である」として、この皇室祭祀こそ「天皇が象徴であるということに本当の意義が生まれて来る」ものだと述べている。
葦津珍彦は「内廷における宮中祭祀は国家権力の及ぼざる範囲による『皇室の重儀』である」とした。小堀桂一郎は「宮中祭祀とは決して皇室の私事ではなく、日本人の敬神崇祖といふ精神伝統それ自体の代表であり、象徴である」と述べている。
内閣総理大臣はじめ三権の長が大祭を中心に一部の祭祀に陪席していることが確認されている。佐藤栄作は首相在任期間中、春季皇霊祭・春季神殿祭、秋季皇霊祭・秋季神殿祭、新嘗祭にほとんど出席しており、NHKスペシャル『象徴天皇 素顔の記録』（2009年4月10日放送、天皇・皇后成婚50周年の記念番組）では、当時の内閣総理大臣・麻生太郎ほか三権の長が春季皇霊祭・春季神殿祭に出席している映像が放映された。
在位後期に侍従長であった入江相政は、昭和40年代から50年代に昭和天皇の高齢を理由とした祭祀の簡略化を推進したことがその日記から窺えるが、昭和天皇は1986年（昭和61年）まで新嘗祭の親祭を続けた。
第125代天皇明仁と皇后美智子も祭祀にはきわめて熱心であり、諒闇（服喪中）や病気を除くとほとんどの宮中祭祀に代拝を立てず親拝していた。
2016年（平成28年）8月8日、当時の天皇明仁は、退位する意向を伝える国民に向けたビデオメッセージの中で「国民を思い、国民のために祈るという務めを、人々の深い信頼と敬愛をもってなし得たことは、幸せなことでした」と語っている。
祭祀に関しては、事前の潔斎と平安装束の着用に加え、長時間の正座が必要であり、昭和天皇は祭祀が近づくと、正座にてテレビを視聴するなど、意識的に長時間正座することを心がけていたという。明仁も新嘗祭の時節が近づくと、昭和天皇と同様に正座の練習をしていたといわれていたが、在位20年を経た2009年（平成21年）以降は、高齢の明仁の健康への配慮や負担軽減のため、祭祀の簡略化や調整が計画・実施されていた。

## 祭儀の一覧

### 主要祭儀
| 月日     | 名称                                       | 区分 | 場所                 | 内容 |
| -------- | ------------------------------------------ | ---- | -------------------- | --- |
| 1月1日   | 四方拝（しほうはい）                       | -    | 神嘉殿南庭           | 早朝に天皇が伊勢神宮、山陵および四方の神々を遙拝する年中最初の行事。 |
| 1月1日   | 歳旦祭（さいたんさい）                     | 小祭 | 賢所、皇霊殿、神殿   | 国民の福祉、五穀豊穣、皇室の繁栄を祈願する祭典。 |
| 1月3日   | 元始祭（げんしさい）                       | 大祭 | 賢所、皇霊殿、神殿   | 年始に当たって皇位の元始を祝し、国家国民の繁栄を祈る祭典。「皇位の元始」とは「天壌無窮の神勅」を指す。 |
| 1月4日   | 奏事始（そうじはじめ）                     | -    | 宮殿「鳳凰の間」     | 掌典長が年始に当たって、伊勢神宮および宮中の祭事について天皇に報告する行事。 |
| 1月7日   | 昭和天皇祭（しょうわてんのうさい）         | 大祭 | 皇霊殿、武蔵野陵     | 先帝祭。昭和天皇の崩御日に行われる祭典。夜に御神楽がある。 |
| 1月30日  | 孝明天皇例祭（こうめいてんのうれいさい）   | 小祭 | 皇霊殿、御月輪東山陵 | 先帝以前三代の例祭。孝明天皇の崩御日に行われる祭典。 |
| 2月17日  | 祈年祭（きねんさい）                       | 小祭 | 賢所、皇霊殿、神殿   | 五穀豊穣を祈願する祭典。 |
| 2月23日  | 天長祭（てんちょうさい）                   | 小祭 | 賢所、皇霊殿、神殿   | 天皇徳仁の誕生日を祝して行われる祭典。 |
| 春分の日 | 春季皇霊祭（しゅんきこうれいさい）         | 大祭 | 皇霊殿               | 先祖祭。歴代の天皇・皇族の霊を祭る儀式。 |
| 春分の日 | 春季神殿祭（しゅんきしんでんさい）         | 大祭 | 神殿                 | 神恩感謝の祭典。天神地祇を祭る儀式。 |
| 4月3日   | 神武天皇祭（じんむてんのうさい）           | 大祭 | 皇霊殿、畝傍山東北陵 | 神武天皇の崩御日に行われる祭典。 |
| 4月3日   | 皇霊殿御神楽（こうれいでんみかぐら）       | -    | 皇霊殿               | 神武天皇祭の夜、特に御神楽を奉奏して神霊をなごめる祭典。 |
| 6月16日  | 香淳皇后例祭（こうじゅんこうごうれいさい） | 小祭 | 皇霊殿、武藏野東陵   | 先后の例祭。香淳皇后の崩御日に行われる祭典。 |
| 6月30日  | 節折（よおり）                             | -    | 宮殿「竹の間」       | 天皇のために行われるお祓いの行事。天皇の体に小竹の枝をあてて身長などを測り、それを折るなどして祓い清める儀式。 |
| 6月30日  | 大祓（おおはらい）                         | -    | 神嘉殿南庭           | 皇族と国民のために行われるお祓いの行事。皇族および宮内庁・皇宮警察本部の職員が参列し、掌典職によりお祓や大祓詞の奏上などが行われる。 |
| 7月30日  | 明治天皇例祭（めいじてんのうれいさい）     | 小祭 | 皇霊殿、伏見桃山陵   | 先帝以前三代の例祭。明治天皇の崩御日に行われる祭典。 |
| 秋分の日 | 秋季皇霊祭（しゅうきこうれいさい）         | 大祭 | 皇霊殿               | 先祖祭。歴代の天皇・皇族の霊を祭る儀式。 |
| 秋分の日 | 秋季神殿祭（しゅうきしんでんさい）         | 大祭 | 神殿                 | 神恩感謝の祭典。天神地祇を祭る儀式。 |
| 10月17日 | 神嘗祭（かんなめさい）                     | 大祭 | 賢所、神嘉殿         | 神恩感謝の祭典。朝に神嘉殿において天皇が伊勢神宮を遙拝する。その後、天皇は新穀を賢所に供え、親祭を行う。皇居内の水田で天皇が自ら収穫した新穀は伊勢神宮の神嘗祭に使われる。                                                                                   |
| 11月23日 | 新嘗祭（にいなめさい）                     | 大祭 | 神嘉殿               | 宮中の恒例祭儀の中で最も重要な祭儀。天皇が神嘉殿において、新穀を天照大御神はじめ天神地祇に供え、神恩を感謝した後、自らもそれを食する祭典。皇居内の水田で天皇が自ら収穫した新穀も供えられる。なお、天皇の即位後には、最初の新嘗祭として「大嘗祭」が行われる。 |
| 12月中旬 | 賢所御神楽（かしこどころみかぐら）         | 小祭 | 賢所                 | 夕刻から賢所に御神楽を奉奏して神霊をなごめる祭典。 |
| 12月25日 | 大正天皇例祭（たいしょうてんのうれいさい） | 小祭 | 皇霊殿、多摩陵       | 先帝以前三代の例祭。大正天皇の崩御日に行われる祭典。 |
| 12月31日 | 節折（よおり）                             | -    | 宮殿「竹の間」       | 天皇のために行われるお祓いの行事。天皇の体に小竹の枝をあてて身長などを測り、それを折るなどして祓い清める儀式。 |
| 12月31日 | 大祓（おおはらい）                         | -    | 神嘉殿南庭           | 皇族と国民のために行われるお祓いの行事。皇族および宮内庁・皇宮警察本部の職員が参列し、掌典職によりお祓や大祓詞の奏上などが行われる。 |

### その他の恒例祭儀
| 月日                | 名称                               | 区分 | 場所               | 内容 |
| ------------------- | ---------------------------------- | ---- | ------------------ | --- |
| 毎月1日・11日・21日 | 旬祭（しゅんさい）                 | 旬祭 | 賢所、皇霊殿、神殿 | 掌典長により行われる祭典。原則として毎月1日には天皇の親拝がある。                                                      |
| 毎日                | 毎朝御代拝（まいちょうごだいはい） | -    | 賢所、皇霊殿、神殿 | 侍従により毎朝行われる代拝。                                                                                           |
| 2月11日             | 三殿御拝（さんでんごはい）         | 旬祭 | 賢所、皇霊殿、神殿 | 神武天皇即位の日に天皇が宮中三殿を親拝する祭典。旬祭と同じ作法で行われる。1948年以前は、大祭の紀元節祭が行われていた。 |

### 式年祭
| 月日   | 名称                                           | 区分 | 場所               | 内容 |
| ------ | ---------------------------------------------- | ---- | ------------------ | --- |
| 崩御日 | 神武天皇及び先帝の式年祭                       | 大祭 | 各陵所、皇霊殿     | 神武天皇と昭和天皇の式年祭。各々の崩御の年から3年・5年・10年・20年・30年・40年・50年・以後100年ごとに行われる。天皇が自ら陵所を訪れて親祭を行うのは、神武天皇と先帝の式年祭のみであり、他の式年祭とは別格の扱いとされる。皇霊殿での祭典は皇太子か掌典長によって行われる。直近では、神武天皇2600年式年祭が2016年（平成28年）に行われ、昭和天皇30年式年祭が2019年（平成31年）に行われた。 |
| 崩御日 | 先帝以前三代の式年祭                           | 大祭 | 皇霊殿、各陵所     | 大正天皇、明治天皇、孝明天皇の式年祭。各々の崩御の年から3年・5年・10年・20年・30年・40年・50年・以後100年ごとに行われる。 |
| 崩御日 | 先后及び皇妣たる皇后の式年祭                   | 大祭 | 皇霊殿、武藏野東陵 | 香淳皇后の式年祭。崩御の年から3年・5年・10年・20年・30年・40年・50年・以後100年ごとに行われる。なお、平成年間には、既に「先后及び皇妣たる皇后」ではない英照皇太后と昭憲皇太后の100年式年祭も行われた。 |
| 崩御日 | 緩靖天皇以下先帝以前四代に至る歴代天皇の式年祭 | 小祭 | 皇霊殿、各陵所     | 綏靖天皇から仁孝天皇までの歴代天皇の式年祭。各々の崩御の年から3年・5年・10年・20年・30年・40年・50年・以後100年ごとに行われる。 |
| 薨去日 | 近親皇族の式年祭                               | -    | 霊舎、豊島岡墓地   | 近親の皇族の式年祭。各々の薨去の年から3年、5年、10年、20年、30年、40年、50年・以後100年ごとに、主に宮家の構成員によって行われる。宮邸にある霊舎で行われる「霊舎祭の儀」、豊島岡墓地で行われる「墓所祭の儀」がある。 |
| 薨去日 | 歴代皇族の式年祭                               | -    | 各墓所             | 歴代の皇族の式年祭。各々の薨去の年から3年、5年、10年、20年、30年、40年、50年・以後100年ごとに、宮内庁の職員によって行われる。 |

### 正辰祭
| 月日   | 名称                                           | 区分 | 場所   | 内容                                                                                                 |
| ------ | ---------------------------------------------- | ---- | ------ | --- |
| 崩御日 | 緩靖天皇以下先帝以前四代に至る歴代天皇の正辰祭 | -    | 各陵所 | 綏靖天皇から仁孝天皇までの歴代天皇の正辰祭（命日祭）。毎年の崩御日に、宮内庁の職員によって行われる。 |
| 薨去日 | 歴代皇族の正辰祭                               | -    | 各墓所 | 歴代の皇族（近親の皇族を除く）の正辰祭。毎年の薨去日に、宮内庁の職員によって行われる。               |

### 大祭・小祭に準ずる祭儀
| 時期                             | 名称                                 | 区分       | 場所               | 内容 |
| -------------------------------- | ------------------------------------ | ---------- | ------------------ | --- |
| 皇室または国家の大事             | 神宮賢所皇霊殿神殿及び山陵に親告の儀 | 大祭に準ず | 神宮、三殿、各陵所 | 皇室や国家にとって重大な出来事が起こった際に、天皇が宮中三殿、伊勢神宮、神武天皇陵、先帝陵を親拝する儀式。戦後の例には、終戦の奉告（1945年）とサンフランシスコ講和条約発効の奉告（1952年）がある。           |
| 式年遷宮                         | 遥拝の儀                             | 大祭に準ず | 神嘉殿             | 式年遷宮における伊勢神宮内宮の「遷御の儀」と同時刻に、神嘗祭の場合と同じく、天皇が神嘉殿において神宮を遥拝する。直近では、2013年（平成25年）に行われた。                                                     |
| 宮中三殿の奉遷                   | 奉遷の儀                             | 大祭に準ず | 御所               | 賢所、皇霊殿、神殿のご神体を移す時に、天皇が御所から三殿を遙拝する儀式。直近では、宮中三殿の耐震改修工事のために、2006年（平成18年）に本殿から仮殿へ、2008年（平成20年）に仮殿から本殿へ奉遷の儀が行われた。 |
| 天皇、太皇太后、皇太后の霊代奉遷 | 皇霊殿親祭の儀                       | 大祭に準ず | 皇霊殿             | 大喪儀の締めくくりである「一周年祭の儀」を終えて、崩御した「天皇、太皇太后、皇太后」の霊代が掌典長によって皇霊殿に移された後に、天皇が皇霊殿において親祭を行う。                                             |
| その他の皇族の霊代遷移           | 皇霊殿祭典の儀                       | 小祭に準ず | 皇霊殿             | 皇族喪儀の締めくくりである「一周年祭の儀」を終えて、薨去した皇族の霊代が掌典長によって皇霊殿に移された後に、掌典長が皇霊殿で祭典を行う。このとき、特別の理由がない限り、天皇は皇霊殿の親拝を行わない。       |

### 皇室祭祀令との差異
- 2月11日 紀元節祭（きげんせつさい）の廃止。
  - 紀元節が廃止されたことにより、賢所・皇霊殿・神殿で行われていた大祭の「紀元節祭」は廃止された。ただし、廃止後も「臨時御拝」として、旬祭と同じ作法で、天皇の親拝が行われた[106]。平成以降は「三殿御拝」に名称が改められ、同様に天皇の親拝が行われている[132]。
- 11月3日 明治節祭（めいじせつさい）の廃止。
  - 明治節が廃止され、文化の日が新たに制定されたことにより、賢所・皇霊殿・神殿で行われていた小祭の「明治節祭」は廃止された[95]。その後も1987年（昭和62年）まで「臨時御拝」が行われたが、平成に至って廃絶した[133]。なお、この日は明治神宮の例祭にあたり、今でも勅使が派遣されている[134]。

- 天長節祭（てんちょうせつさい）から天長祭（てんちょうさい）へ名称を変更。
  - 天長節が天皇誕生日へと改称されたことによる[95]。

### 即位、崩御、立太子、成年、結婚に伴う祭儀
- 即位、崩御・薨去、立太子、成年、結婚に伴う祭儀は、皇室祭祀令ではなく、登極令、皇室喪儀令、立儲令、皇室成年令、皇室親族令によって規定されていた。
- これら祭儀の詳細については「即位の礼」「大嘗祭」「大喪儀」「立太子の礼」「皇室の儀式」を参照のこと。

## 服装
天皇
御祭服（ごさいふく）天皇が祭祀で着用する装束の中で最も清浄で神聖な装束。純白の生絹で作られる束帯であり、袍は「御斎衣（おんさいい）」と呼ばれるもので、普通の「縫腋袍」とは異なる仕立てとなっている。冠は「御幘の冠」である。淳和天皇の時から用いられた。大嘗祭における「悠紀殿供饌の儀」「主基殿供饌の儀」及び新嘗祭に着用する。
御束帯「帛御袍」（おんそくたい はくのごほう）御祭服に次ぐ装束。純白の練絹で作られる束帯であり、袍は「縫腋袍」で冠は「御立纓の冠」である。嵯峨天皇以来神事に用いられた。即位礼に伴う祭儀である「賢所大前の儀」及び大嘗祭において頓宮から廻立殿に入る時に着用する。
御束帯「黄櫨染御袍」（おんそくたい こうろぜんのごほう）祭祀で最も用いる装束。櫨と蘇芳で練絹を染め上げた黄茶色の束帯であり、袍は「縫腋袍」で冠は「御立纓の冠」である。太陽が一番高く登った時の色を表しているとされ、嵯峨天皇以来、天皇以外は着ることが許されない「禁色（きんじき）」とされた。年間の大祭及び小祭、即位に伴う祭儀などに着用する。
御引直衣（おひきのうし）身丈の長い直衣であり、裾を長く引いて着用するためこの名がある。袍は白で、単と袴は紅である。鎌倉時代以降、天皇のみが用いた。即位に伴う伊勢神宮、神武天皇陵、前四代の天皇陵への「勅使発遣の儀」などに着用する。
御直衣（おのうし）天皇が用いる直衣。臨時に行われる伊勢神宮、天皇陵への「勅使発遣の儀」に着用する。また「大嘗祭前二日御禊」にも着用する。年間の祭儀では、神武天皇祭及び昭和天皇祭の夜に行われる「御神楽の儀」のほか、旬祭において親拝する場合に着用する。
御小直衣（おこのうし）天皇が用いる小直衣。狩衣に襴を付けたものであり、御直衣よりも略儀の装束。冠は「御金巾子」である。年間の祭儀では、節折に着用する。また、宮中から伊勢神宮及び神社に奉納する御霊代を見る場合にも着用する。大喪の後、一周年祭の翌日に行われる「御禊の儀」にも着用する。
礼服即位に伴う前四代の天皇陵への「親謁の儀」や式年祭における「山陵の儀」などに着用する。現在はモーニングコートが用いられる。戦前は陸軍式御服が用いられていた。
皇后
帛御服（はくのごふく）白色の御五衣・御唐衣・御裳。天皇の「御祭服」と「帛御袍」に相当し、純白の平絹で作られる。髪は大垂髪である。即位礼に伴う祭儀である「賢所大前の儀」及び大嘗祭における「悠紀殿供饌の儀」「主基殿供饌の儀」に着用する。
御五衣・御唐衣・御裳（おんいつつぎぬ・おんからぎぬ・おんも）いわゆる「十二単」である。色については特に規定はない。即位礼及び大嘗祭後に行う伊勢神宮への「親閲の儀」に着用する。
御五衣・御小袿・御長袴（おんいつつぎぬ・おんこうちき・おんながばかま）祭祀で最も用いる装束。年間の大祭及び小祭、即位に伴う祭儀などに着用する。髪は「お中」と呼ぶ垂髪を普通は用いる。なお、略服として、常には「御小袿・御長袴」（構成は小袿・単・長袴）を代用している。
礼服即位に伴う前四代の天皇陵への「親謁の儀」や式年祭における「山陵の儀」などに着用する。アフタヌーンドレス（ローブ・モンタント）が用いられる。
皇太子/皇嗣
斎服（さいふく）純白の束帯。白袍・白単・白切袴よりなる。袍は「縫腋袍」で冠は「垂纓の冠」である。新嘗祭に着用する。
束帯「黄丹袍」（そくたい おうにのほう）祭祀で最も用いる装束。紅花と支子で染め上げた黄赤色の束帯であり、袍は「縫腋袍」で冠は「垂纓の冠」である。成年、立太子、結婚に伴う祭儀、年間の大祭及び小祭で着用する。なお、大嘗祭では、清浄を表す小忌衣と日陰蔓を着けた束帯を用いる。
衣冠単（いかんひとえ）単を着用した衣冠。垂纓の冠・袍・単・指貫よりなる。即位礼及び大嘗祭後に行う伊勢神宮への「親閲の儀」に供奉する場合に用いる。
直衣（のうし）祭祀の作法の習礼などに用いる。
礼服式年祭における「墓所祭の儀」などに着用する。モーニングコートが用いられる。
皇太子妃/皇嗣妃
五衣・唐衣・裳（いつつぎぬ・からぎぬ・も）いわゆる「十二単」である。結婚に伴う祭儀及び大嘗祭で着用する。なお、大嘗祭では、清浄を表す小忌衣、日陰蔓、心葉（貝や金銀の金具の造花）を着ける。
五衣・小袿・長袴（いつつぎぬ・こうちき・ながばかま）祭祀で最も用いる装束。年間の大祭及び小祭に着用する。略服として「小袿・長袴」も用いる。
袿袴（うちきばかま/けいこ）袿・単・切袴からなる。即位礼及び大嘗祭後に行う伊勢神宮への「親閲の儀」に供奉する場合に用いる。
礼服式年祭における「墓所祭の儀」などに着用する。アフタヌーンドレス（ローブ・モンタント）が用いられる。
男性皇族
束帯「黒袍」（そくたい くろほう）黒色の束帯。袍は「縫腋袍」で冠は「垂纓の冠」である。成年や結婚に伴う祭儀で着用する。なお、大嘗祭では、清浄を表す小忌衣と日陰蔓を着けた束帯を用いる。
衣冠単（いかんひとえ）即位礼及び大嘗祭後に行う伊勢神宮への「親閲の儀」に供奉する場合に用いる。
小直衣（このうし）祭祀の作法の習礼などに用いる。
礼服最も用いる服装。天皇、皇太子/皇嗣以外の男性皇族が宮中三殿の殿上に上がることができるのは成年と結婚の時だけであるため、年間の祭儀では礼服で三殿の下の庭から拝礼する。モーニングコートが用いられる。
女性皇族
五衣・唐衣・裳（いつつぎぬ・からぎぬ・も）いわゆる「十二単」である。結婚に伴う祭儀及び大嘗祭で着用する。なお、大嘗祭では、清浄を表す小忌衣、日陰蔓、心葉を着ける。
五衣・小袿・長袴（いつつぎぬ・こうちき・ながばかま）結婚に伴う祭儀では、略服の「小袿・長袴」も用いられる。
袿袴（うちきばかま/けいこ）即位礼及び大嘗祭後に行う伊勢神宮への「親閲の儀」に供奉する場合に用いる。
礼服最も用いる服装。皇后、皇太子妃/皇嗣妃以外の女性皇族が宮中三殿の殿上に上がることができるのは結婚の時だけであるため、年間の祭儀では礼服で三殿の下の庭から拝礼する。アフタヌーンドレス（ローブ・モンタント）が用いられる。
参列者
参列者の服装については、洋装の場合はモーニングコート及びアフタヌーンドレス、和装の場合は紋付羽織袴及び白襟紋付、またはこれらに相当するものとされている。冬期は外套を着用する事ができる。

### ギャラリー

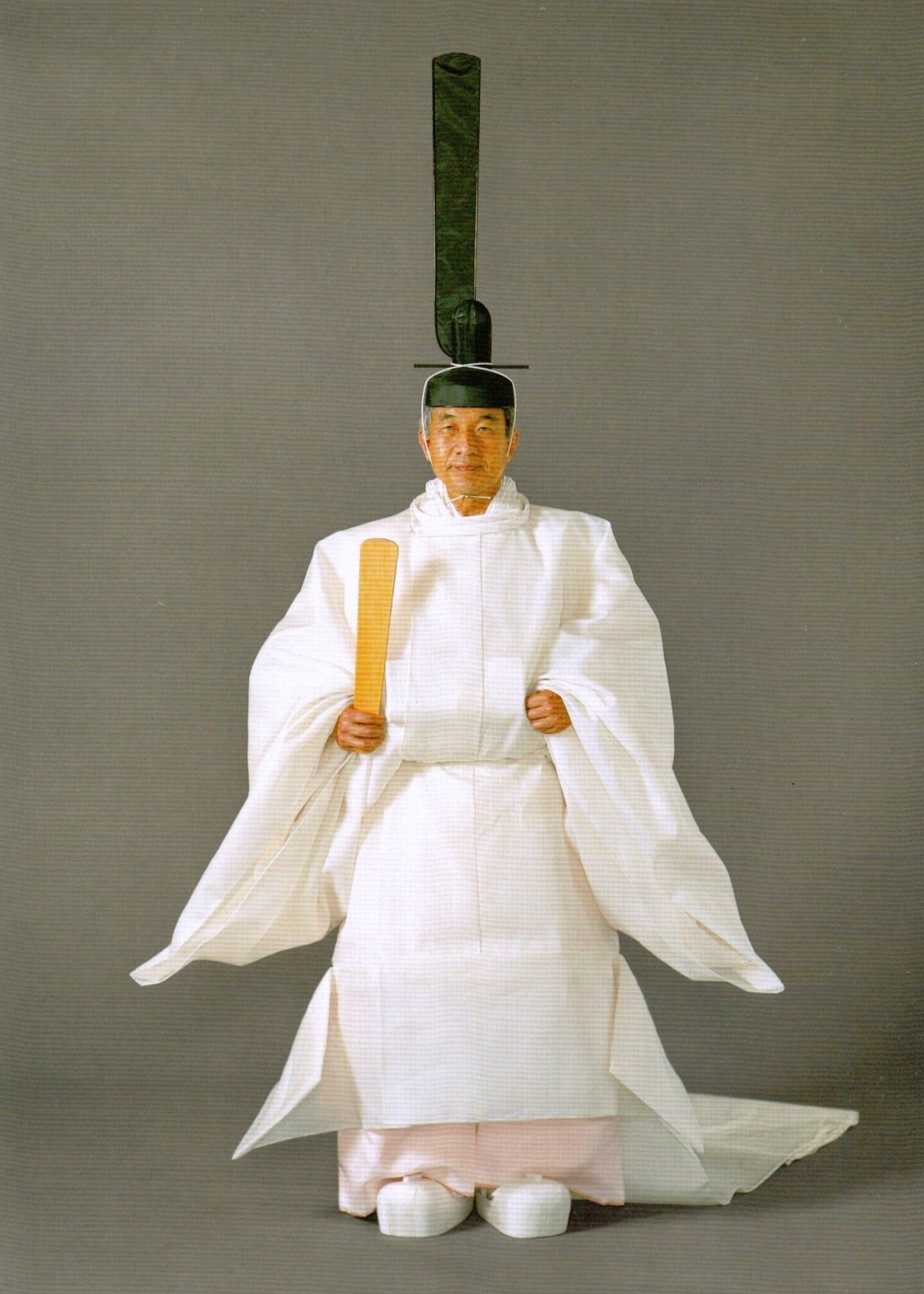
帛御袍を着用した明仁
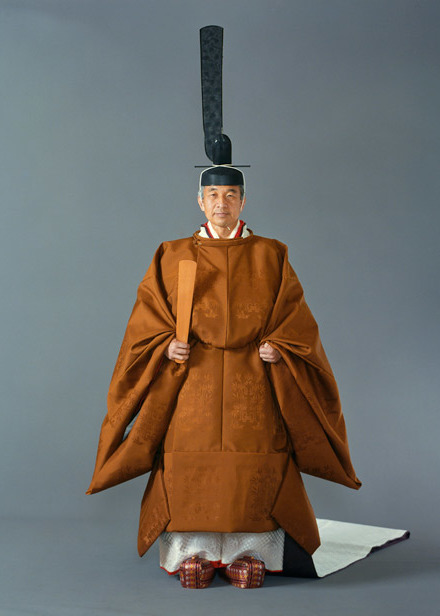
黄櫨染御袍を着用した明仁
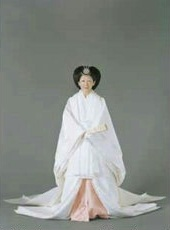
帛御服を着用した美智子
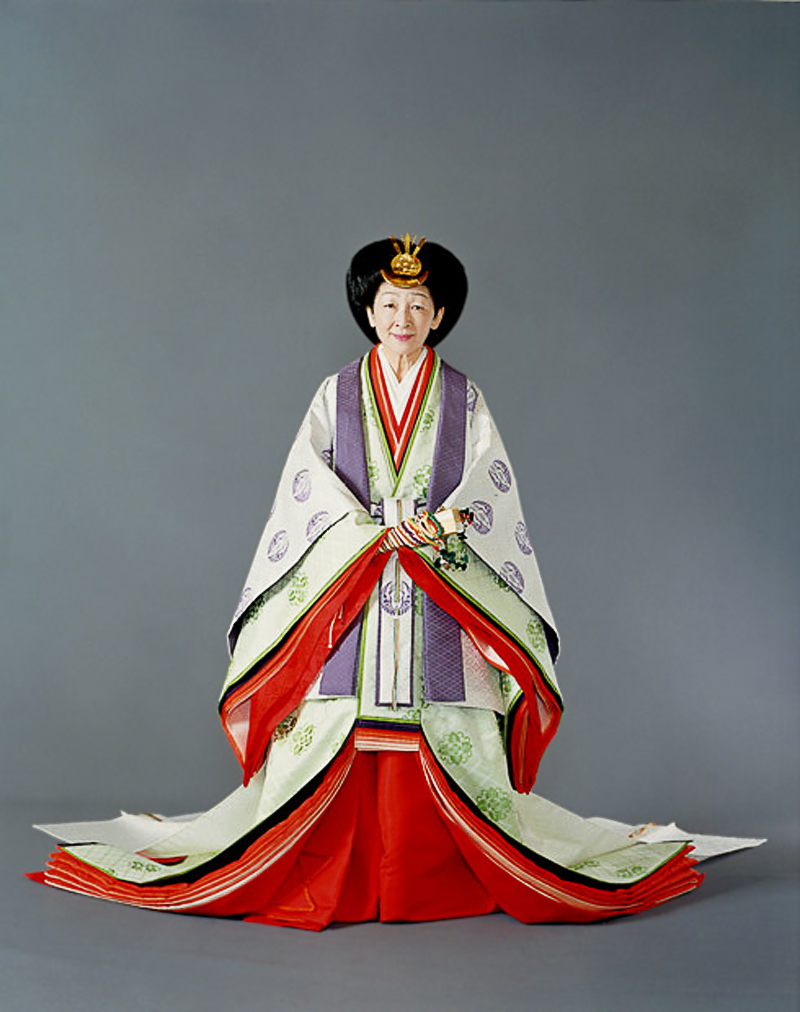
御五衣・御唐衣・御裳を着用した美智子
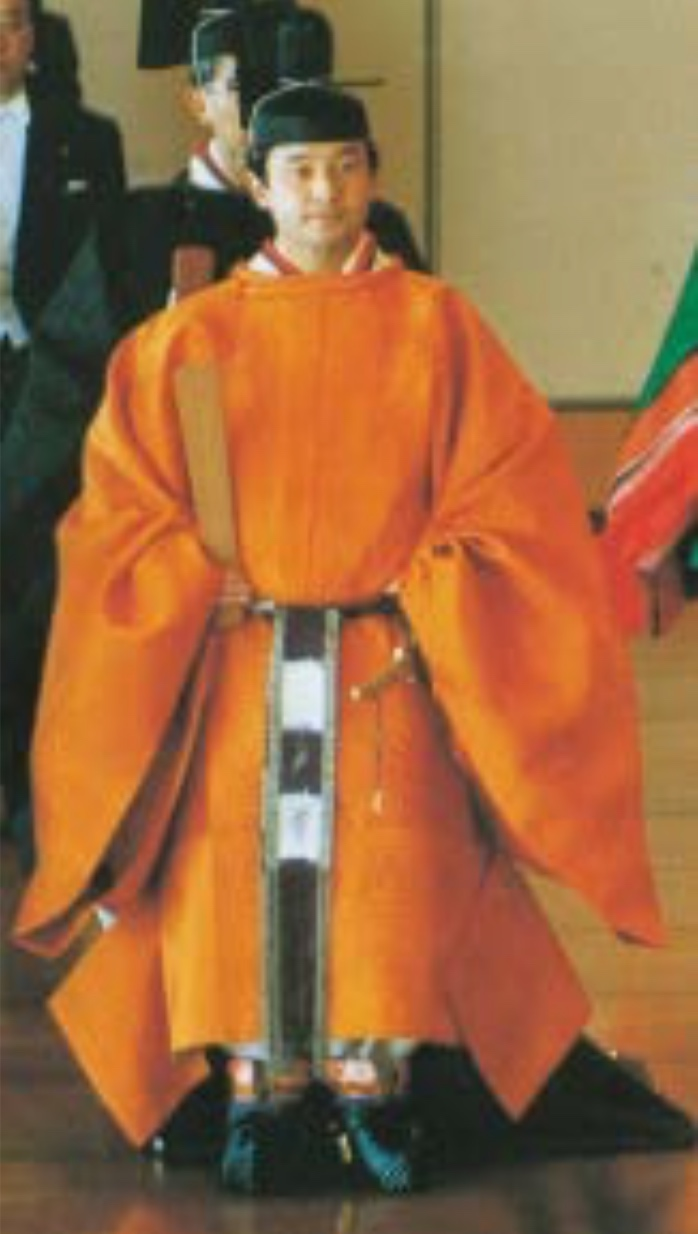
黄丹袍を着用した徳仁
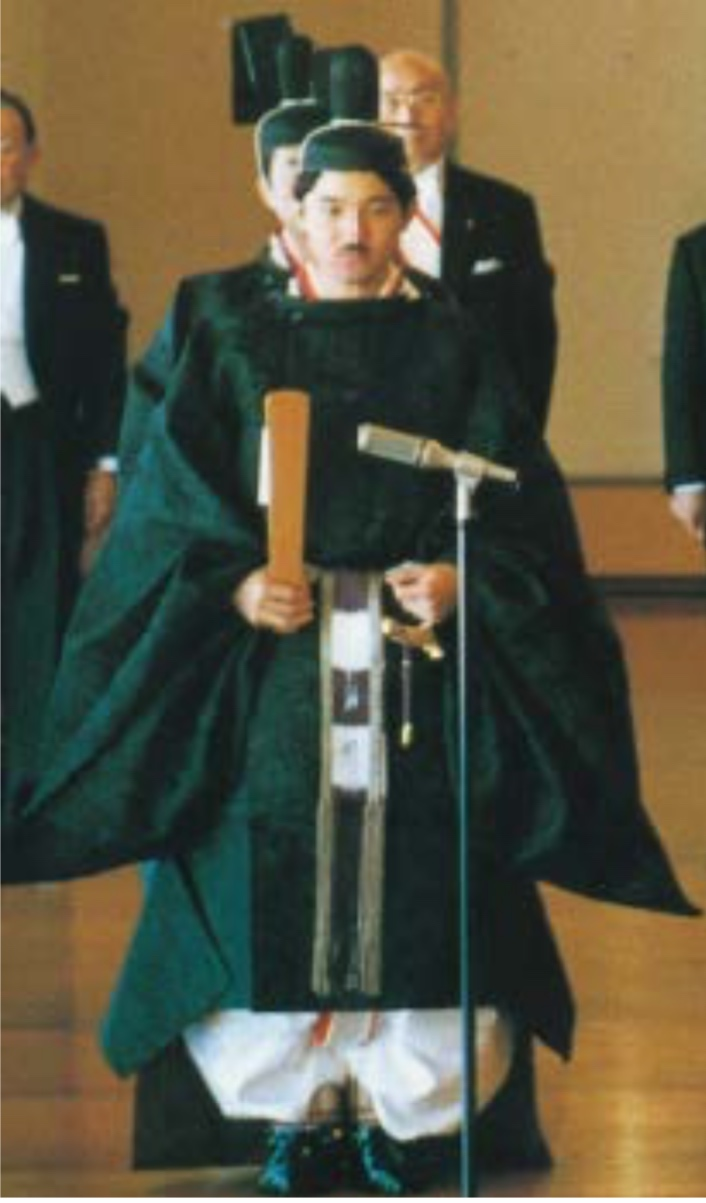
黒袍を着用した文仁